# Manganeso peroxidasa
La enzima Manganeso peroxidasa (MNP) EC 1.11.1.13 cataliza la reacción de oxidación del ion manganeso (+2) a manganeso (+3) utilizando para ello peróxido de hidrógeno. Esta enzima utiliza como cofactor el grupo hemo.
2 Mn+2 + H2O2 + 2 H+ {\displaystyle \rightleftharpoons } 2 Mn+3 + 2 H2O
Esta enzima la produce el hongo Phanerochaete chrysosporium en tres variedades de aproximadamente 380 aminoácidos cada una.
- Manganeso peroxidasa 1 (MNP1). Q02567.

- Manganeso peroxidasa 3 (MNP3). P78733.

- Manganeso peroxidasa 4 (MNP4). P19136.

Existe una variedad promotora adicional, la Manganeso peroxidasa 5 (MNP5) Q9URB1, de la que solamente se ha decodificado una secuencia parcial de 20 aminoácidos.
La enzima es secretada al exterior de la célula y necesita de dos iones calcio y un grupo hemo B (hierro-protoporfirina IX) por cada subunidad. El producto, Mn+3 actúa como agente redox difusible y es capaz de oxidar una gran variedad de compuestos de la lignina.